# NGC 5774
NGC 5774 este o hi (21cm) source⁠(d) situată în constelația Fecioara. A fost descoperită în 1851 de către William Parsons, 3rd Earl of Rosse⁠(d). Se află la o distanță de 25,42 de megaparseci de Pământ.